# Цуфалеу
Цуфалеу (рум. Țufalău) — село у повіті Ковасна в Румунії. Входить до складу комуни Борошнеу-Маре.
Село розташоване на відстані 155 км на північ від Бухареста, 18 км на схід від Сфинту-Георге, 37 км на північний схід від Брашова.

## Населення
За даними перепису населення 2002 року у селі проживали 224 особи.
Національний склад населення села:
| Національність | Кількість осіб | Відсоток |
| -------------- | -------------- | -------- |
| угорці         | 212            | 94,6%    |
| румуни         | 12             | 5,4%     |

Рідною мовою назвали:
| Мова      | Кількість осіб | Відсоток |
| --------- | -------------- | -------- |
| угорська  | 212            | 94,6%    |
| румунська | 12             | 5,4%     |